# Тојма
Тојма (њем. Theuma) општина је у њемачкој савезној држави Саксонија. Једно је од 45 општинских средишта округа Фогтланд. Према процјени из 2010. у општини је живјело 1.121 становника. Посједује регионалну шифру (AGS) 14523410.

## Географски и демографски подаци
Тојма се налази у савезној држави Саксонија у округу Фогтланд. Општина се налази на надморској висини од 483 метра. Површина општине износи 9,8 km². У самом мјесту је, према процјени из 2010. године, живјело 1.121 становника. Просјечна густина становништва износи 114 становника/km².